# Назыма-султан
Назыма́-султа́н (тур. Nazıma Sultan), также Назыме́-султа́н (тур. Nazıme Sultan) и Назиме́-султа́н (тур. Nazime Sultan); 26 февраля 1866 года, Стамбул — 25/26 ноября 1895 года, там же) — вторая дочь османского султана Абдул-Азиза от его второй жены Хайраныдиль Кадын-эфенди. Назыма была выдана замуж за Али Халида-пашу и скончалась в Стамбуле в возрасте 29 лет.

## Биография

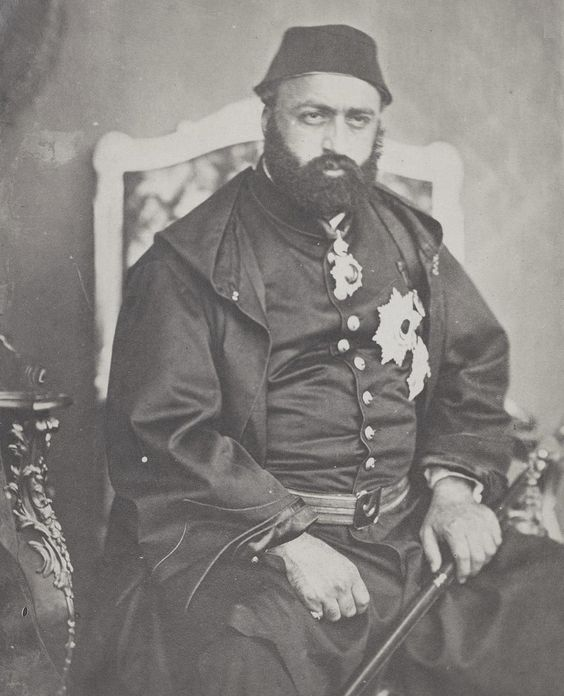
Отец Назымы султан Абдул-Азиз

Назыма-султан родилась в четверг 26 февраля 1866 года (9 шавваль 1282 года по хиджре) в 9 часов вечера во дворце Долмабахче в Стамбуле в семье османского султана Абдул-Азиза и его второй жены Хайраныдиль Кадын-эфенди; Назыма была второй дочерью и четвёртым ребёнком султана. У неё был полнородный младший брат шехзаде Абдулмеджид-эфенди, в впоследствии ставший последним халифом Османской империи, и одиннадцать единокровных братьев и сестёр.
О жизни Назымы-султан информация крайне скудна. Известно, что в добавок к стандартному для османских принцесс дворцовому образованию Назыма изучала французский язык.
В 1876 году отец Назымы-султан был свергнут и скончался при странных обстоятельствах. О жизни Назымы в этот период никаких данных нет.
В 1889 году Абдул-Хамид II, выдавший замуж всех своих незамужних сестёр, озаботился подбором женихов для своих кузин Салихи, Назымы и Эсмы и своей старшей дочери Зекие. Свадьба четырёх султанш состоялась 20 апреля во дворце Йылдыз; мужем Назымы-султан стал Али Халид-паша, сын Ибрагима Дервиш-паши. О детях Назымы-султан данных нет.
Турецкий историк Недждет Сакаоглу, без указания причины смерти, писал, что Назыма-султан скончалась 26 ноября 1895 года в Стамбуле в возрасте 29 лет. Однако он также приводит версию турецкого драматурга Нахида Сырры Орика, согласно которой Назыма, как и её старшая сестра Салиха-султан, умерла в возрасте 80 лет. Турецкий историк Чагатай Улучай, также не указывая причину, писал, что Назыма-султан умерла 25 ноября 1895 года (8 джумада аль-ахира 1313 года по хиджре). И Сакаоглу и Улучай сошлись во мнении, что она была похоронена в тюрбе Махмуда II в Диванйолу, Стамбул.